# Necessitas non habet legem
Necessitas non habet legem és un antic proverbi llatí, encunyat per Publili Sirus,(85 aC. – 43 aC.) durant l'època tardana de la República Romana. Es tradueix com "la necessitat no té llei". Al segle xvi europeu, aquest proverbi va ser rescatat per aquells humanistes que defensaven el pensament de Maquiavel i el concepte de Raó d'estat. La frase expressava la justificació de les males accions del príncep, contràries a la moral i a la justícia, perpetrades amb l'objectiu de protegir el seu regne i els seus interessos.